# Campeonato Argentino de Futebol de 2014
O Campeonato Argentino de Futebol de 2014, também conhecido como Torneo Transición 2014 foi a octogésima quinta temporada da era profissional da Primeira Divisão do futebol argentino. Este teve grandes modificações em relação a campeonatos anteriores, desde sistema de disputa aos critérios de descenso. O Racing Avellaneda sagrou-se campeão depois de 13 anos sem conquistar o campeonato após vencer o Godoy Cruz por 1 a 0 pela última rodada do campeonato.
Foi disputado entre os dias 8 de agosto e 14 de dezembro. No início a previsão para o começo do campeonato era para o dia 1 de agosto, mas foi prorrogado devido o falecimento de Julio Grondona.
No fim do campeonato foi conhecido o último clube argentino classificado para a Copa Libertadores de 2015, assim como os participantes da Copa Sul-Americana de 2015.

## Equipes
| Equipe              | Cidade           | Estádio                             | Capacidade |
| ------------------- | ---------------- | ----------------------------------- | ---------- |
| Arsenal             | Sarandí          | Julio Humberto Grondona             | 16.300     |
| Atlético de Rafaela | Rafaela          | Nuevo Monumental                    | 20.000     |
| Banfield            | Banfield         | Florencio Sola                      | 34.901     |
| Belgrano            | Córdoba          | Mario Alberto Kempes                | 57.000     |
| Boca Juniors        | Buenos Aires     | Alberto J. Armando                  | 49.000     |
| Defensa y Justicia  | Florencio Varela | Norberto Tomaghello                 | 12.000     |
| Estudiantes         | La Plata         | Ciudad de La Plata                  | 53.000     |
| Gimnasia y Esgrima  | La Plata         | Juan Carmelo Zerillo                | 21.500     |
| Gimnasia y Esgrima  | La Plata         | Ciudad de La Plata                  | 53.000     |
| Godoy Cruz          | Godoy Cruz       | Malvinas Argentinas                 | 40.268     |
| Independiente       | Avellaneda       | Libertadores de América             | 45.562     |
| Lanús               | Lanús            | Ciudad de Lanús - Néstor Díaz Pérez | 46.519     |
| Newell's Old Boys   | Rosario          | Marcelo Bielsa                      | 42 000     |
| Olimpo              | Bahía Blanca     | Roberto Natalio Carminatti          | 20.000     |
| Quilmes             | Quilmes          | Centenario Dr. José Luis Meiszner   | 33.000     |
| Racing Club         | Avellaneda       | Presidente Perón                    | 50.000     |
| River Plate         | Buenos Aires     | Monumental Antonio Vespucio Liberti | 61.321     |
| Rosario Central     | Rosario          | Gigante de Arroyito                 | 41.654     |
| San Lorenzo         | Buenos Aires     | Pedro Bidegain                      | 43.963     |
| Tigre               | Victoria         | José Dellagiovanna                  | 30.000     |
| Vélez Sarsfield     | Buenos Aires     | José Amalfitani                     | 49.540     |

## Sistema de disputa
O campeonato foi disputado no sistema de pontos corridos e consagrou um campeão.
A classificação final foi estabelecida através do acúmulo de pontos durante o torneio.

## Transición
Classificação do Torneo Transición
| Pos | Equipes                | Pts | J  | V  | E | D  | GM | GS | SG  |
| --- | ---------------------- | --- | -- | -- | - | -- | -- | -- | --- |
| 1   | Racing Avellaneda      | 65  | 19 | 13 | 2 | 4  | 29 | 16 | 16  |
| 2   | River Plate            | 56  | 19 | 11 | 6 | 2  | 33 | 13 | 20  |
| 3   | Lanús                  | 52  | 18 | 10 | 5 | 4  | 28 | 23 | 5   |
| 4   | Independiente          | 48  | 19 | 10 | 3 | 6  | 31 | 29 | 2   |
| 5   | Estudiantes La Plata   | 32  | 18 | 9  | 4 | 5  | 25 | 21 | 4   |
| 6   | Boca Juniors           | 32  | 19 | 9  | 4 | 6  | 23 | 23 | 0   |
| 7   | Tigre                  | 32  | 19 | 8  | 2 | 9  | 30 | 26 | 4   |
| 8   | San Lorenzo            | 32  | 19 | 8  | 2 | 9  | 26 | 22 | 4   |
| 9   | Arsenal de Sarandí     | 32  | 19 | 7  | 5 | 7  | 27 | 25 | 2   |
| 10  | Belgrano               | 31  | 19 | 7  | 4 | 8  | 26 | 26 | 0   |
| 11  | Vélez Sársfield        | 31  | 19 | 7  | 4 | 8  | 21 | 22 | -1  |
| 12  | Atlético de Rafaela    | 30  | 19 | 7  | 4 | 8  | 25 | 29 | -4  |
| 13  | Newell's Old Boys      | 29  | 18 | 6  | 6 | 6  | 21 | 23 | -3  |
| 14  | Gimnasia y Esgrima(LP) | 28  | 18 | 5  | 6 | 7  | 14 | 15 | -1  |
| 15  | Godoy Cruz             | 27  | 18 | 5  | 6 | 7  | 31 | 38 | -7  |
| 16  | Rosario Central        | 25  | 19 | 6  | 3 | 10 | 21 | 28 | -7  |
| 17  | Banfield               | 24  | 19 | 5  | 5 | 9  | 25 | 25 | 0   |
| 18  | Denfensa y Justicia    | 22  | 19 | 5  | 5 | 9  | 19 | 30 | -11 |
| 19  | Olimpo                 | 20  | 19 | 4  | 7 | 8  | 15 | 22 | -7  |
| 20  | Quilmes                | 15  | 18 | 2  | 6 | 10 | 17 | 30 | -13 |

|  | Equipe classificada para a Fase de Grupos da Copa Libertadores da América de 2015 |

## Promovidos e Rebaixados
| Pos | Equipes promovidas da Primera B Nacional 2013/14 |
| --- | ------------------------------------------------ |
| 1.º | Banfield                                         |
| 2.º | Defensa y Justicia                               |
| 3.º | Independiente                                    |

| Prom | Equipes rebaixadas da temporada 2013/14 |
| ---- | --------------------------------------- |
| 18.º | Colón                                   |
| 19.º | All Boys                                |
| 20.º | Argentinos Juniors                      |

## Ver Também
Transición Primera B Nacional